# Заслуженное общество (Австралия)

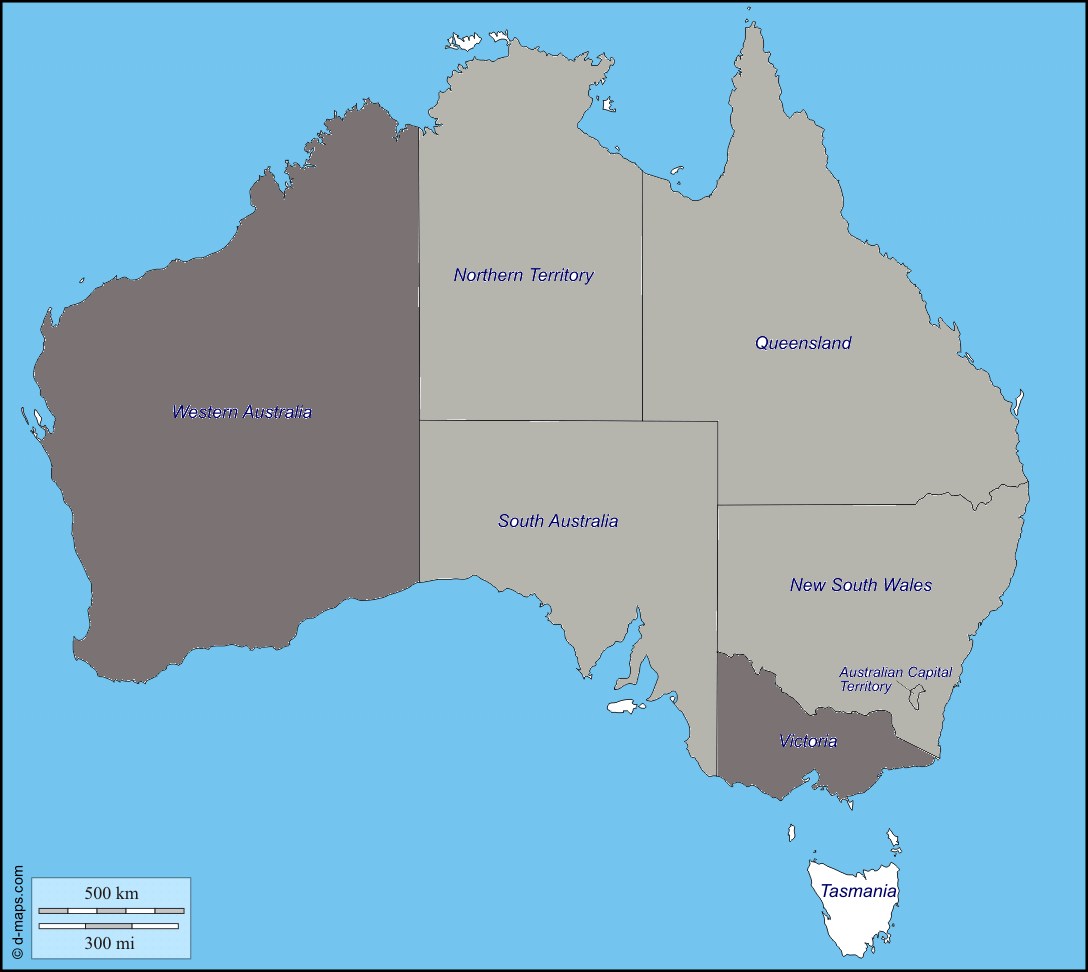
Кланы ндрангеты объединённые в локале
независимые кланы
неактивные

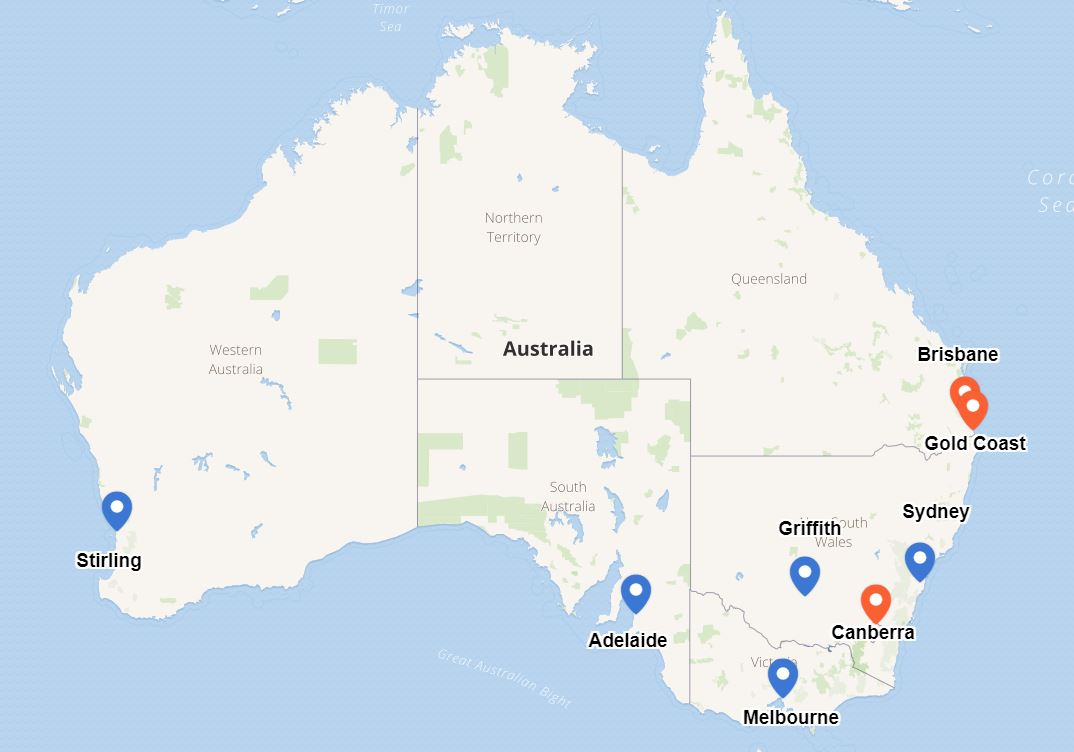
Синим и оранжевым цветами выделены города, в которых действуют кланы ндрангеты (2017)

«Заслуженное общество» (англ. The Honoured Society или итал. L'Onorata Societa) — италоавстралийское криминальное сообщество, возникшее в Квинсленде около 1920 года и в настоящее время действующее по всей Австралии, является частью калабрийской мафии (ндрангета). В Австралии действуют 9 ндрин (кланов) ндрангеты, включая ндрины Серджи, Барбаро и Папалиа.

## История
Криминальное сообщество известное среди итальянцев под названием «Заслуженное общество» или «Семья» (итал. La Famiglia), и как мафия среди большинства австралийцев, является частью калабрийской мафии («ндрангета»). Оно возникло в Квинсленде около 1920 года, откуда постепенно распространило своё влияние и на другие регионы Австралии, взяв под контроль итало-австралийскую организованную преступность на всём восточном побережье Австралии, а затем и на западном. Австралийская «ндрангета», как и её калабрийский аналог, возникла как форма организованной преступности в сельской местности, в частности, вымогая деньги у местных скотоводов и производителей сахарного тростника. С 1928 по 1940 год Обществу было приписано около 10 убийств и 30 взрывов. С 1930 года Общество стало действовать в штате Виктория
«Крёстный отец» Мельбурна Доменико «Папа» Итальяно умер в 1962 году, после чего через несколько недель умер по естественным причинам его преемник Антонио «Жаба» Барбара, оставив вакуум власти, который вызвал борьбу за захват лидерства,. Так как на кону стоял помимо прочего контроль над Queen Victoria Market, крупнейшим рынком под открытым небом в южном полушарии, конфликт получил название «рыночная война». В ходы войны были убиты влиятельные мафиозо Винченцо Ангиллетта, Доменико Демари и Винченцо Мураторе, претендовавшие на роль хозяина рынка. В то время было неизвестно, что большинство участников «рыночной войны» были связаны с ндрангетой. В результате «крёстным отцом» стал Либорио Бенвенуто и оставался им до самой смерти по естественным причинам в 1988 году.
В 1964 году расследование полицией Виктории убийств на рынке Queen Victoria Market побудило правительство штата пригласить зарубежных экспертов по итальянской организованной преступности для оказания помощи, Джона Т. Кьюсака, районного руководителя Федерального бюро по наркотикам, и доктора Уго Мачеру, помощник комиссара полиции из Калабрии. Отчеты Кьюсака и Мачеры выявили существование ндрангеты в Мельбурне, предупреждая, что без противодействия со стороны властей в течение следующих 25 лет калабрийская мафия может диверсифицировать свою деятельность и от рэкета в плодоовощной индустрии перейти в другие сферы, установив монополию в таких областях, как «профсоюзный рэкет, оптовая продажа алкогольных и безалкогольных напитков, импорт оливкового масла, томатной пасты и сыра, производство и продажа итальянской выпечки, торговля (бизнес торговых автоматов), индустрия развлечений (ночные клубы и бары, музыкальные звукозаписывающие и дистрибуторские компании, модельные и театральные агентства, строительные и дорожно-строительные компании». Ни один из отчётов не был обнародован.
В ноябре 1964 года ASIO было поручено провести общенациональное исследование по ндрангете. В своём отчете за 1965 год они обнаружили, что «Общество» началось с прибытия корабля SS Re d'Italia в Аделаиду в 1922 году. На судне находились три члена ндрангеты, которые вскоре создали ячейки в Мельбурне, Перте и Сиднее. Доменико Страно основал сиднейскую ячейку, Антонио Барбара основал еще одну в Мельбурне, в то время как член, основавший ячейку в Перте, не был назван по юридическим причинам, поскольку он во время доклада был ещё живым. В 1930 году в Мельбурн прибыл Доменико Итальяно и вступил в партнёрство с Барбарой, сделав Мельбурн доминирующей ячейкой в «Обществе». В конце концов Итальяно был назван «крёстным отцом», в то время как Барбара работал в качестве его силовика. В отчёте агента ASIO Колина Брауна за 1965 год, озаглавленном «Итальянское преступное общество в Австралии», говорилось, что «секретность и преданность организации в большей степени обеспечивается смешанными браками внутри неё» и что дети, рождённые в семьях мафиози, привлекаются к участию в преступной деятельности. Он повторил рекомендации и предупреждения, содержавшиеся в отчётах Кьюсака и Мачера. Доклад Брауна также не был обнародован.
Рекомендации отчётов Кьюсака, Мачера и Брауна были проигнорированы, в то время как их предупреждения сбылись: «ндрангета» диверсифицировала свою деятельность, занявшись помимо рэкета в разных отраслях экономики торговлей наркотиками и другими видами организованной преступности, вкладывая значительные средства в законные предприятия для отмывания своей прибыли. После прекращения «рыночной войны» «Общество» не привлекало внимания полиции вплоть до убийства в июле 1977 года бизнесмена Дональда Маккея, известного в Австралии участника кампании по борьбе с наркоманией. Общественный протест, вызванный его убийством, привёл к созданию Королевской комиссии Вудворда (1977–1979 гг.), которая установила, что ндрангета прочно обосновались в Австралии.
В 1982 году садовник из Милдьюры Доминик Марафьоте проинформировал полицию о местонахождении плантаций марихуаны и именах боссов ндрангеты, связанных с ними. 18 июля 1985 года Доминик исчез, а его родители, Кармело и Роза Марафьоте, были убиты в своём доме в Аделаиде. Тело Доминика было найдено два года спустя, похороненным под птичником в штате Виктория.
В 1982 году Рэйс Мэтьюз, недавно избранный министр полиции штата Виктория, призвал обновить доклад Кьюсака, считая, что «экономическая и социальная сила» Общества значительно возросла за 18 лет, прошедших после доклада Кьюсака, и что контрмеры выходят за рамки нынешних возможностей Бюро криминальной разведки Виктории. В том же 1982 году полиция штата арестовала Джанфранко Тиццони, найдя в багажнике его автомобиля марихуану. Тиццони был признан главным дистрибьютором наркотиков в Виктории, и в 1983 году он стал информатором, полиции, сообщив, что Дональда Маккея убил наёмный убийца Джеймс Бэзли, а также назвал руководителей и членов ндрангеты в Виктории. Он также сообщил полиции, что Общество проникло в полицию, политику и государственные учреждения по всей Австралии. Информация была представлена в отчете Бюро криминальной разведки Виктории за 1985 год, однако, нехватка штатов и ресурсов не позволили Бюро предпринять какие-либо действия в отношении информации.
«Несмотря на то, что Бюро определило много принципов и членов Организации, а также видов деятельности, как законных, так и незаконных, оно практически бессильно сделать больше, чем проводить мониторинг», — говорилось в докладе Бюро криминальной разведки Виктории 1985 года. Доклад 1985 года так и не был обнародован, но два сотрудника рассказали о его содержании на открытом заседании.
В 1990 году Паскуале Барбаро, босс канберрской мафии, став полицейским информатором, назвал Росарио «Росс» Гангеми де-факто главой «Заслуженного общества». Гангеми, мафиозо «старой школы», по данным итальянской полицией, был организатором печально известной серии убийств на рынке Queen Victoria Market в середине 60-х годов по приказу Либорио Бенвенуто, вскоре ставшего «крёстным отцом» Мельбурна. Зная о своей скорой смерти, Бенвенуто назначил своим преемником Джузеппе «Джо» Арену. Через шесть недель после смерти Бенвенуто в 1988 году, 50-летний Арена была застрелен соперничающей группировкой. Убрав Джо Арену, Гангеми стал новым «крёстным отцом» и оставался им вплоть до своей смерти по естественным причинам в 2008 году в возрасте 83 лет. На его похоронах присутствовало более 250 человек, одним из которых был высокопоставленный член Карлтонской банды Мик «Дон» Гатто.
Пережив мельбурнскую гангстерскую войну 1998—2006 годов в 2008 году ндрангета вновь привлекла к себе внимание, когда полиции в Мельбурне удалось перехватить контрабандный груз в 15 миллионов таблеток экстази, в то время крупнейший в мире улов экстази. Таблетки были спрятаны в контейнере с томатными банками из Калабрии. Австралийский босс ндрангеты Паскуале Барбаро был арестован. Его отец, Франческо Барбаро был главой калабрийской Barbaro 'ndrina в 1970-х и начале 1980-х годов. Несколько членов клана Барбаро, в том числе сам Франческо, подозревались в организации убийства Дональда Маккея в 1977 году за его кампанию по борьбе с наркотиками.
В 2006 году выяснилось, что австралийские торговые сети Coles и Woolworths стали жертвами вымогателей, с середины 1960-х до начала 1990-х годов, соглашаясь покупать фрукты и овощи у поставщиков, назначенных ндрангетой. Руководитель Coles сообщил полиции, что вымогательство стоило сети супермаркетов не менее $5 млн в год.
Итальянские власти считают, что бывший мэр западноавстралийского города Стирлинг Тони Валлелонга является партнёром Джузеппе Коммиссо, босса ндрангеты в Сидерно.

## Участники
- Барбаро ндрина (итал. Barbaro 'ndrina) — во главе с Доменико «Оззи» Барбаро (арестован в 2008 году); родом из Плати.
- Серджи ндрина (итал. Sergi 'ndrina) — во главе с Паоло Серджи; родом из Плати.
- Папалия ндрина (итал. Papalia 'ndrina) — во главе с Доменико Папалия; родом из Плати.
- Тримболи ндрина (итал. Trimboli 'ndrina, на англ. Trimbole) — во главе с Рокко Тримболи (заключён в тюрьму в 2012 году); родом из Плати.
- Арена ндрина (итал. Arena 'ndrina) — во главе с Франческо (Фрэнк) Арена; родом из Сан-Лука.
- Итальяно ндрина (итал. Italiano 'ndrina) — во главе с Доменико Итальяно; родом из Пальми.
- Странджио ндрина (итал. Strangio 'ndrina) — во главе с Доменико Нирта; родом из Сан-Лука.
- Ромео ндрина (итал. Romeo 'ndrina) — во главе с неизвестным; родом из Сан-Лука.
- Морабито ндрина (итал. Morabito 'ndrina) — во главе с неизвестным; родом из Африко.
- Альваро ндрина (итал. Alvaro 'ndrina) — во главе с Джузеппе Альваро; родом из Синополи.

## В популярной культуре
Заслуженное общество упоминалось однажды в австралийском сериале Underbelly и было показано во второй части сериала Underbelly: A Tale of Two Cities.